# Hoplosmia warnckei
Hoplosmia warnckei är en biart som beskrevs av Borek Tkalcu 1992. Den ingår i släktet taggmurarbin och familjen buksamlarbin. Inga underarter finns listade i Catalogue of Life.